# Shangri 'La (album)
Pour les articles homonymes, voir Shangri-La (homonymie).
Shangri'La est le huitième album de The Rubettes, enregistré en 1979 et sorti en 1992. En France, l'album Still Unwinding n'était pas sorti non plus. La maison de disque en France lancera malgré tout les 45 tours Stay with me et Kid Runaway. Ce dernier, évoque l'attente des parents après la fugue de leur enfant et comporte de nombreuses harmonies. Mais le groupe ne retrouve pas le chemin du succès dans son bastion à une époque où le disco règne et où il se retrouve dans l'impossibilité de faire des concerts en France à la suite de l'escroquerie dont il est victime. Bob Benham succède à Tony Thorpe, c'est un ami de Mick Clarke qui a également fait partie des Tremoloes. La séparation avec Tony Thorpe signifie aussi la fin du style country rock et le groupe revient à un son plus rock'n'roll. Mais la mélancolie est toujours présente sur cet album.

## Liste des titres
| No  | Titre                                               | Durée |
| --- | --------------------------------------------------- | ----- |
| 1.  | Shangri-La (John Richardson) - 4:04                 |       |
| 2.  | Misbehavin' (Alan Williams) - 3:35                  |       |
| 3.  | Stay With Me (Alan Williams) - 3:07                 |       |
| 4.  | Tongue Tied Man (Alan Williams) - 4:32              |       |
| 5.  | Southbound Train (Mick Clarke) - 3:44               |       |
| 6.  | I Never Knew You At All (Alan Williams) - 3:16      |       |
| 7.  | Let Me Down Slowly (John Richardson) - 4:20         |       |
| 8.  | One Way Traffic (Alan Williams) - 3:50              |       |
| 9.  | Butterfly (Alan Williams) - 4:41                    |       |
| 10. | Kid Runaway (John Richardson, Alan Williams) - 3:12 |       |

## Singles
Mars 1979
- Stay With Me
- Au Revoir

Polydor 2059-0
Mai 1979
- Kid Runaway
- Southbound Train

Polydor 2059-1

## Musiciens
- Alan Williams – Chant, guitares, piano sur Tongue Tied Man
- Mick Clarke – Chant, basse
- John Richardson – Chant, batterie, percussions
- Bob Benham – Chant, guitares